# Macizo volcánico de la Polacra
El macizo volcánico de la Polacra es un volcán submarino ubicado al E del Cabo de Gata, siendo este una extensión de la sierra volcánica misma y que data del mioceno, como el resto de los volcanes del Cabo de Gata.